# Janikowo
Pour les articles homonymes, voir Janikowo (homonymie).
Janikowo est une ville de Pologne, située dans la voïvodie de Couïavie-Poméranie. Elle est le siège de la gmina de Janikowo, dans le powiat d'Inowrocław.